# Lougres
Lougres ist eine französische Gemeinde mit 725 Einwohnern (Stand: 1. Januar 2022) im Département Doubs in der Region Bourgogne-Franche-Comté.

## Geographie
Lougres liegt auf 308 m, etwa neun Kilometer westsüdwestlich der Stadt Montbéliard (Luftlinie). Das Dorf erstreckt sich nördlich des Doubstals am gleichnamigen Ruisseau de Lougres, am Ostfuß des Bois du Cujot und am Nordrand der äußersten Höhenzüge des Juras.
Die Fläche des 5,97 km² großen Gemeindegebiets umfasst einen Abschnitt des Doubstals. Die südliche Grenze verläuft entlang dem Doubs, der hier in einer ungefähr 1,5 Kilometer breiten flachen Talniederung nach Südwesten fließt und von der Wasserstraße des Rhein-Rhône-Kanals begleitet wird. Vom Flusslauf erstreckt sich das Gemeindeareal nordwärts über die Talaue in die Mulde von Lougres. Diese wird von den plateauartigen Höhen von La Rochette, Giémont und Bois du Cujot flankiert, die überwiegend bewaldet sind. Auf dem Bois du Cujot wird mit 440 m die höchste Erhebung von Lougres erreicht. Nach Norden reicht der Gemeindeboden bis an den Rand der Forêt du Mont Bart.
Zu Lougres gehört die Siedlung Cité Beau Soleil (310 m) im Doubstal. Nachbargemeinden von Lougres sind Montenois und Sainte-Marie im Norden, Bavans im Osten, Colombier-Fontaine im Süden sowie Longevelle-sur-Doubs und Beutal im Westen.

## Geschichte
Der Ortsname geht auf das keltische Wort locra zurück, das so viel wie Quelle bedeutet. Das Gemeindegebiet war schon sehr früh besiedelt, was durch Funde von Spuren eines vorgeschichtlichen Lagerplatzes auf dem Giémont, von gallischen Gräbern und von römischen Münzen nachgewiesen werden konnte.
Seit dem Mittelalter stand Lougres unter der Oberhoheit der Grafen von Württemberg-Mömpelgard (Montbéliard). Sie setzten 1565 die Reformation durch und die Dorfkirche mit dem Patrozinium Saint-Hilaire wurde lutherisch. Während des Dreißigjährigen Krieges wurde das Dorf schwer in Mitleidenschaft gezogen. Im 17. Jahrhundert wurde der Ort wegen seiner Thermalquellen bekannt. Mit der Besetzung der Grafschaft gelangte Lougres 1793 endgültig in französische Hand. Heute ist Lougres Teil des Gemeindeverbandes Pays de Montbéliard Agglomération.

## Sehenswürdigkeiten
Die heutige lutherische Kirche von Lougres (Temple luthérien) wurde im Jahr 1823 errichtet und ersetzte den Vorgängerbau aus vorreformatorischer Zeit. Die aus dem 18. Jahrhundert stammende Mühle, welche die Wasserkraft des Ruisseau de Lougres nutzte, hat ihren Betrieb eingestellt.

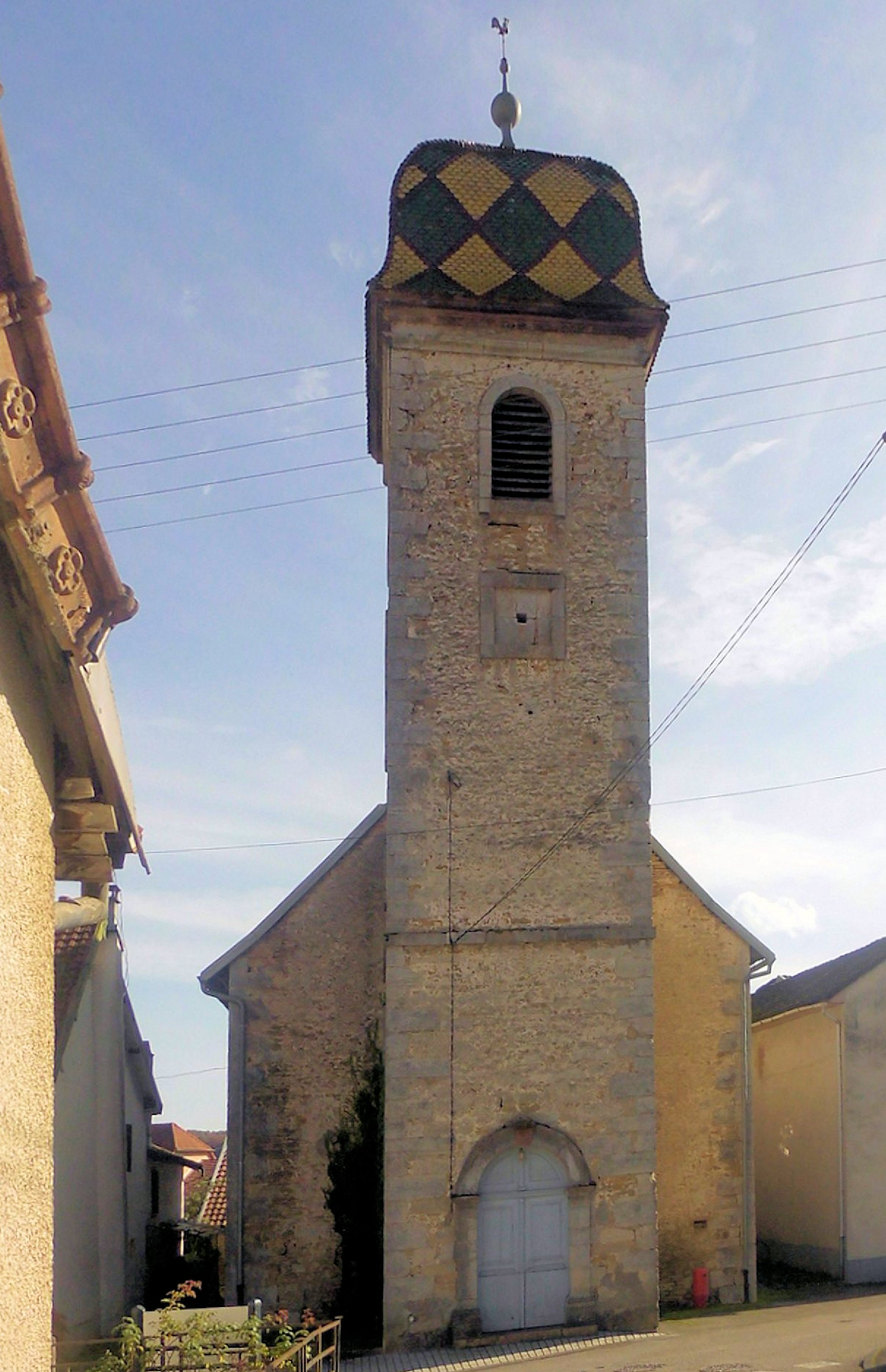
Lutherische Kirche
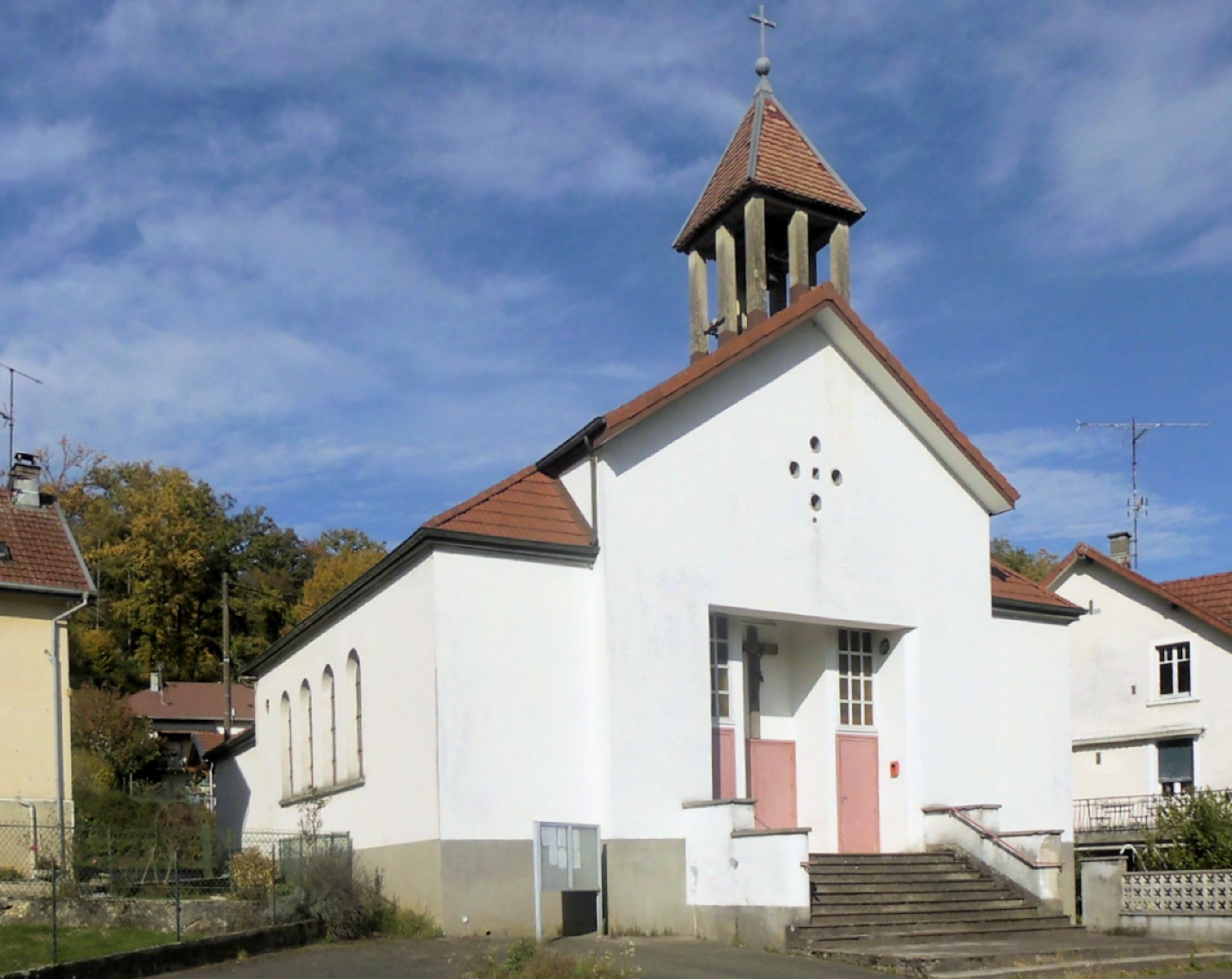
Kapelle Saint-Pierre

## Bevölkerung
| Jahr                       | 1962 | 1968 | 1975 | 1982 | 1990 | 1999 | 2004 | 2018 |
| Einwohner                  | 515  | 621  | 713  | 733  | 722  | 683  | 723  | 750  |
| Quellen: Cassini und INSEE |      |      |      |      |      |      |      |      |

Mit 725 Einwohnern (Stand 1. Januar 2022) gehört Lougres zu den kleinen Gemeinden des Départements Doubs. Seit dem Beginn des 20. Jahrhunderts wurde eine kontinuierliche Bevölkerungszunahme verzeichnet (1901 wurden 241 Personen gezählt), die bis Mitte der 1970er Jahre anhielt. Seither wurden nur noch geringe Schwankungen beobachtet.

## Wirtschaft und Infrastruktur
Lougres war bis ins 20. Jahrhundert hinein ein vorwiegend durch die Landwirtschaft (Ackerbau, Obstbau und Viehzucht) und die Forstwirtschaft geprägtes Dorf. Daneben gibt es heute verschiedene Betriebe des lokalen Kleingewerbes. Mittlerweile hat sich das Dorf auch zu einer Wohngemeinde gewandelt. Viele Erwerbstätige sind deshalb Wegpendler, die in der Agglomeration Montbéliard ihrer Arbeit nachgehen.
Die Ortschaft ist verkehrstechnisch gut erschlossen. Sie liegt an einer Hauptstraße N463, die von Montbéliard nach L’Isle-sur-le-Doubs führt. Der nächste Anschluss an die Autobahn A36 befindet sich in einer Entfernung von ungefähr elf Kilometern. Weitere Straßenverbindungen bestehen mit Montenois, Sainte-Marie und Colombier-Fontaine.